# Blacklead Island
Blacklead Island (Inuktitut Uummannarjuaq, „wie das Herz eines großen Meeressäugetiers“) ist eine unbewohnte Insel in der Qikiqtaaluk Region von Nunavut, Kanada. Ihre ehemalige Walfangstation besitzt seit 1985 den Status einer National Historic Site of Canada.

## Geographie
Die Insel ist der Küste der Baffininsel im Cumberland Sound vorgelagert. Sie ist 2,9 Kilometer lang, bis zu einem Kilometer breit und 143 m hoch.

## Geschichte
Inuit besuchten die Insel schon lange, um hier im Frühjahr auf Walfang zu gehen. 1840 führte der junge Inuk Eenoolooapik (ca. 1820–1847) den schottischen Walfänger William Penny hierher. Blacklead Island wurde eines der beiden Zentren des Walfangs im Cumberland Sound – das andere war Kekerten Island – und eine Stätte der Begegnung der Inuit mit europäischen und amerikanischen Walfängern. In den 1850er und 1860er Jahren kamen jährlich mehr als 30 Schiffe in den Cumberland Sound. Ein Teil der Männer überwinterte in Holzhäusern auf Blacklead Island, so dass um 1860 eine permanente Walfangstation entstand. Bald überließ man die Arbeit des Walfangs aber den Inuit und holte die erlegten Tiere im Sommer ab. Die Insel war jetzt ständig bewohnt, aber in den 1870er Jahren brach die Population des Grönlandwals zusammen. 1894 errichtete Edmund James Peck (1850–1924) eine anglikanische Mission auf der Insel. Er vermittelte den Inuit auch die Silbenschreibweise („syllabic system“) für Inuktitut. Das System breitete sich von hier über den ganzen kanadischen Nordosten aus. Um 1900 kam es zu einem erneuten Aufschwung des Walfangs und zu einer Bevölkerungszunahme. Der deutsche Arktisforscher Bernhard Hantzsch fand 1909 168 auf der Insel lebende Inuit vor. 1921 wurde der letzte Grönlandwal erlegt. Im selben Jahr errichtete die Hudson’s Bay Company eine Handelsstation in Pangnirtung mit einem Außenposten auf Blacklead Island.